# Карачинские
Карачинские (пол. Karaczyński) — дворянский род.
Восходит к концу XVI века и внесён в VI часть родословных книг Московской, Санкт-Петербургской, Тамбовской и Тверской губерний.
Осип Иванович Карачинский московский дворянин (1676).

## Описание герба
Щит разделён горизонтально на две части, из коих в верхней в голубом поле крестообразно положены серебряные Сабля и Стрела, остриями обращённые вверх (изм. польский герб Пржестржал) а по сторонам их видны две шестиугольные серебряные Звезды. В нижней части в красном поле Ворон с золотым во рту перстнем, стоящий на серебряном пне, имеющий голову обращённую в левую сторону (польский герб Корвин).
Щит увенчан дворянскими шлемом и короной. Нашлемник: три Страусовых пера. Намёт на щите голубой и красный, подложенный серебром. Герб рода Карачинских внесён в Часть 4 Общего гербовника дворянских родов Всероссийской империи, стр. 128.